# Ženska opća gimnazija Družbe sestara milosrdnica u Zagrebu
Ženska opća gimnazija Družbe sestara milosrdnica je opća gimnazija u Zagrebu.

## Povijest
Osnovana je 1926. godine. Otvaranje gimnazije u Zagrebu bio je svojevrsni vrhunac razgranatog školstva sestara milosrdnica u Hrvatskoj i susjednim zemljama. Od dolaska prvih šest sestara iz Tirola 1845. godine na poziv kardinala Jurja Haulika, koji je shvaćao potrebu odgoja i obrazovanja siromašne mladeži u Hrvatskoj, posebno djevojaka, otvorile su Sestre milosrdnice niz obrazovnih ustanova u Hrvatskoj. Gimnazija je napokon došla na red 1926. ali je to postignuto nakon velike borbe. Ministarstvo prosvjete Kraljevine SHS odbijalo je osnivanje škole. Poglavarice su bile uporne. Osobno su išle u Beograd boriti se za pripadajuća im po zakonu prava i na kraju su isposlovale odobrenje, ukazom kralja Aleksandra. Osnivanje je bio pun pogodak. Bio je veliki interes za ovu školu. Gimnazija je prve prostore imala u Varšavskoj 17. Zbog velika interesa postala je premala pa je Družba sestara milosrdnica odlučila podići veću novu zgradu na Savskoj cesti. Podigli su ju uz velike žrtve i odricanja sestara. Zagrebački nadbiskup Alojzije Stepinac otvorio je i blagoslovio novu zgradu, u kojoj se nastavio vrlo razgranat i bogat život i rad škole. Internat se nalazio unutar gimnazije i u njemu je bilo 120 učenica koje su dolazile izvan Zagreba. Za svoje je vrijeme bila stručno i prostorno vrhunski opremljena. Vrhunac je bio pred drugi svjetski rat kad je imala 1464 učenice. Ustanova je preživjela rat. Svibnja 1945. u Zagreb je došlo do smjene vlasti. Partizanskim osvajanjem na vlast dolaze jugokomunisti. Slijedilo je masovno ubijanje i progon politički nepodobnih i nasilna ateizacija društva te iskorjenjivanje uloge vjere, osobito rimokatoličke. Rujna iste godine škola je ukinuta i preimenovana u IX. državnu gimnaziju. Premda se Crkva financira iz milodara i iz svojih je sredstava podigla zgrade, opremila ih te školovala osoblje, komunistički režim im je oduzeo sve nekretnine i pokretnine koje su u Katoličkoj Crkvi nabavili velikim odricanjima. Sve časne sestre koje su bile profesorice dobile su otkaze. Bile su prisiljene "prekvalificirati” se za medicinske sestre jer im je u bolnicama rad bio dopušten. Zgrada gimnazije danas je Pedagoška akademija. Gotovo stoljeća prošlo je do demokratizacije. Osamostaljenjem Hrvatske otvorila se mogućnost organizirane prosvjetne djelatnosti Sestara milosrdnica. Uskoro je otvorena i proradila Ženska opća gimnazija Družbe sestara milosrdnica pod tradicionalnim geslom “PRO DEO ET PATRIA”. Rad je obnovljen 1995. godine i upisano je 66 učenica prvog razreda u dva razredna odjela. Škola je danas u Gundulićevoj ulici 12, a nastava se održava u dvjema zgradama – u Gundulićevoj 12 i Varšavskoj 17 (ulaz iz Gundulićeve 12), a športske i druge rekreativne aktivnosti u montažnoj dvorani koja se nalazi u školskom dvorištu.
U školi je danas 305 učenica, 12 razrednih odjeljenja i 37 djelatnika.
Dio atmosfere prikazan je u dokumentarnom filmu Ljiljane Bunjevac Filipović Žogice.

## Vanjske poveznice
- Službena stranica